# 谷上駅
谷上駅（たにがみえき）は、兵庫県神戸市北区山田町下谷上にある、神戸市交通局（神戸市営地下鉄）・神戸電鉄の駅である。駅番号は神戸市営地下鉄がS01、神戸電鉄がKB10。

## 概要
神戸市営地下鉄の北神線、および神戸電鉄の有馬線が乗り入れており、北神線は当駅が終点である。標高は244 mで、日本の地下鉄の駅で最高地点である（地下駅に限れば仙台市地下鉄東西線の八木山動物公園駅）。当駅は両社局の共同使用駅であり、神戸市交通局の管轄駅である。
北神線は、2020年5月31日までは北神急行電鉄として営業していたが、翌6月1日に神戸市へ譲渡され、神戸市営地下鉄北神線となった。
なお当駅からの神戸電鉄神戸高速線経由の連絡乗車券は、東は花隈駅および元町駅、西は西代駅までしか購入できない。これは当駅から三宮駅へ行く場合や同駅から阪急神戸本線・阪神本線を利用する場合は新開地経由（片道610円）よりも地下鉄を利用した方（片道280円）が安い上に所要時間が短く、同じく山陽電気鉄道本線方面へは新開地経由（西代駅まで片道610円）よりも地下鉄板宿駅にて乗換（同駅まで片道350円）の方が安く所要時間が短いためである。

## 歴史
- 1928年（昭和3年）11月28日：神戸有馬電気鉄道の湊川駅 - 電鉄有馬駅（現在の有馬温泉駅）間開業に伴い、駅開業[1][2]。当初は、現在の谷上駅前交差点にあたる場所[11]に設けられた。
- 1947年（昭和22年）1月9日：三木電気鉄道との合併に伴い、神有三木電気鉄道に社名変更。同社の駅となる[2]。
- 1949年（昭和24年）4月30日：神有三木電気鉄道が神戸電気鉄道に社名変更[2]、同社の駅となる。
- 1988年（昭和63年）
  - 3月27日：駅移設、高架化[1][2]。
  - 4月1日：神戸電気鉄道が神戸電鉄に社名変更[2]、同社の駅となる。
  - 4月2日：北神急行電鉄北神線開業[2]。北神急行電鉄の駅が営業開始[2]。神戸電鉄有馬線の特急・急行の停車駅となる。
- 1995年（平成7年）
  - 1月17日：阪神・淡路大震災で被災し、不通[2]。
  - 1月18日：北神急行電鉄の駅営業再開。
  - 1月19日：神戸電鉄の駅営業再開。
- 2001年（平成13年）6月23日：乗り換えホーム使用開始[2]。
- 2006年（平成18年）10月1日：北神急行電鉄においてICカード「PiTaPa」の利用が可能となる[2]。
- 2007年（平成19年）4月1日：神戸電鉄においてICカード「PiTaPa」の利用が可能となる[2]。
- 2014年（平成26年）4月1日：駅ナンバリング導入[3]。
- 2017年（平成29年）3月1日：北神急行電鉄のホームに液晶ディスプレイの案内板設置。
- 2019年（平成31年）1月29日：北神急行電鉄のホームに接近メロディを導入[12]。
- 2020年（令和2年）6月1日：北神線の市営化に伴い、神戸市営地下鉄の駅となる[6][7][10][13]。同時に当駅は神戸市交通局の管轄駅となる。
- 2023年（令和5年）6月7日：北神線4番のりばのホームドアが運用開始。続けて、6月27日に5番のりば、7月6日に6番のりばで運用開始[14]。
- 2024年（令和6年）3月17日：北神線ホームの自動放送を西神・山手線と同一のものに変更。

## 駅構造
地上1階にコンコースと改札があり、地上2階にプラットホームがある高架駅。
地上2階のプラットホームは島式3面5線で北側3線が神戸電鉄有馬線、南側2線が神戸市営地下鉄北神線の発着ホームである。ホーム有効長は6両。有馬線は通常4両・3両のみの入線だが、震災直後は鈴蘭台からの5両編成の電車が折り返していた。
北側のホーム（1・2番のりば）は神戸電鉄有馬線用のホーム、中央のホーム（3・4番のりば）有馬線・北神線の共用ホーム、南側のホーム（5・6番のりば）は北神線用のホームである。昼間時は両線とも中央のホームのみ使用して3番線の有馬線と4番線の北神線の列車同士が同一平面で乗り換えできる構造になっている。
かつてのホーム構造は島式3面6線で、1・2番のりばが有馬線下り、3・4番のりばが有馬線上り、5・6番のりばが旧北神急行用であった（現在の3・4番のりばは、旧4番線を廃止して5番線まで拡幅した）。駅が現在地に移転した当初はキセル防止のためこのような構造とされ、地上1階に中間改札が設けられていたが、スルッとKANSAI導入でその必要性が薄れたことから後に廃止、現在の姿となる。
地上駅時代は2面4線の配線で有馬・三田方が1番線（下り待避線）、2番線（下り本線）、新開地方が3番線（上り本線）、4番線（上り待避線）となっていた。また、新開地方に下り線から上り線への渡り線が設置されていた。当時は新開地〜当駅までの区間列車が多数（1時間に1〜2本程度）運行されており、谷上止まりの列車はこの渡り線を使って4番線に入線し、そのまま新開地へと折り返していた。地上駅を含めた旧線は現在、有馬街道のバイパスとなっている。
なお、有馬線と北神線は軌間が異なる（前者は狭軌、後者は標準軌）ため、線路は接続されていない。

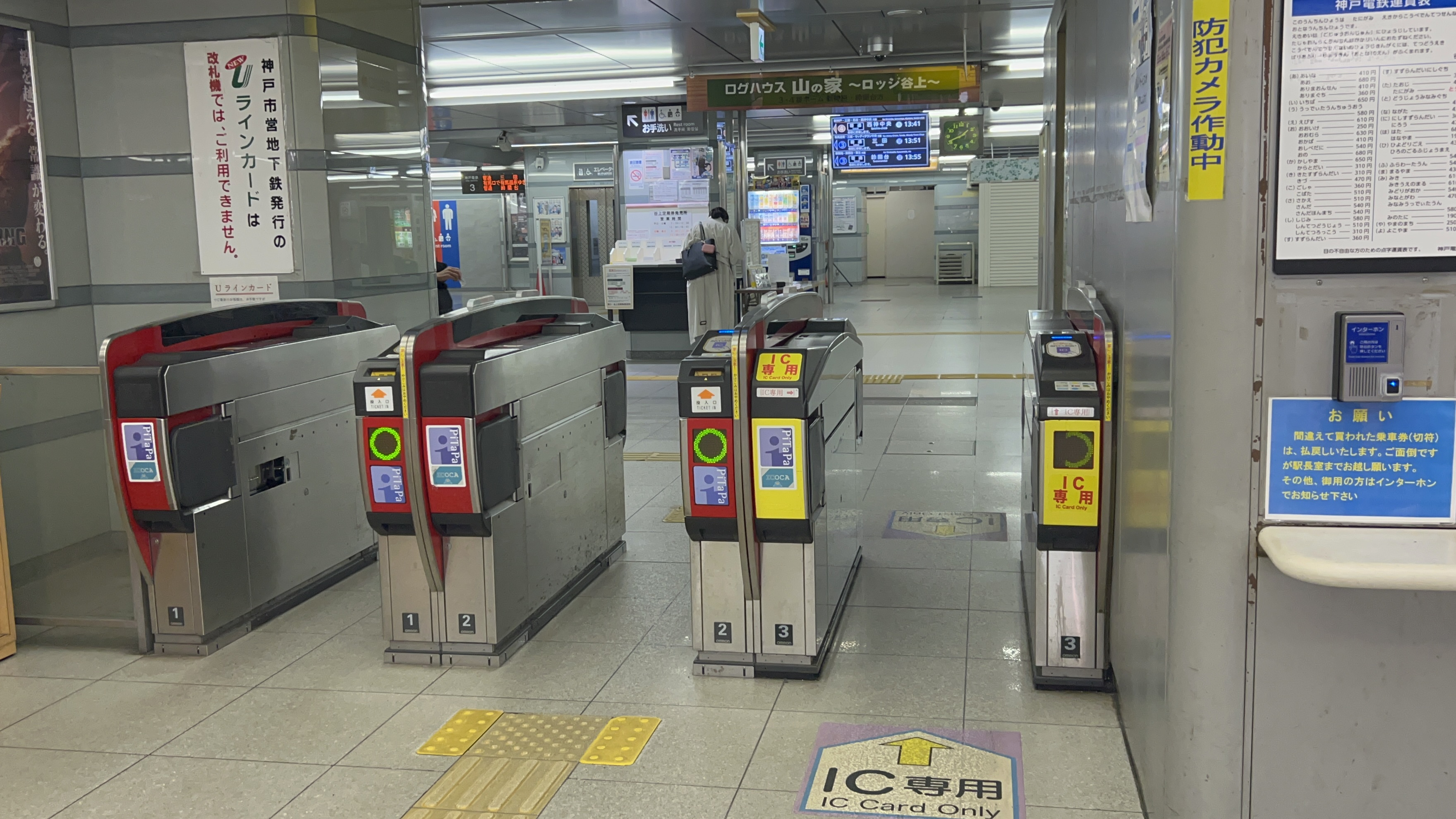
改札口
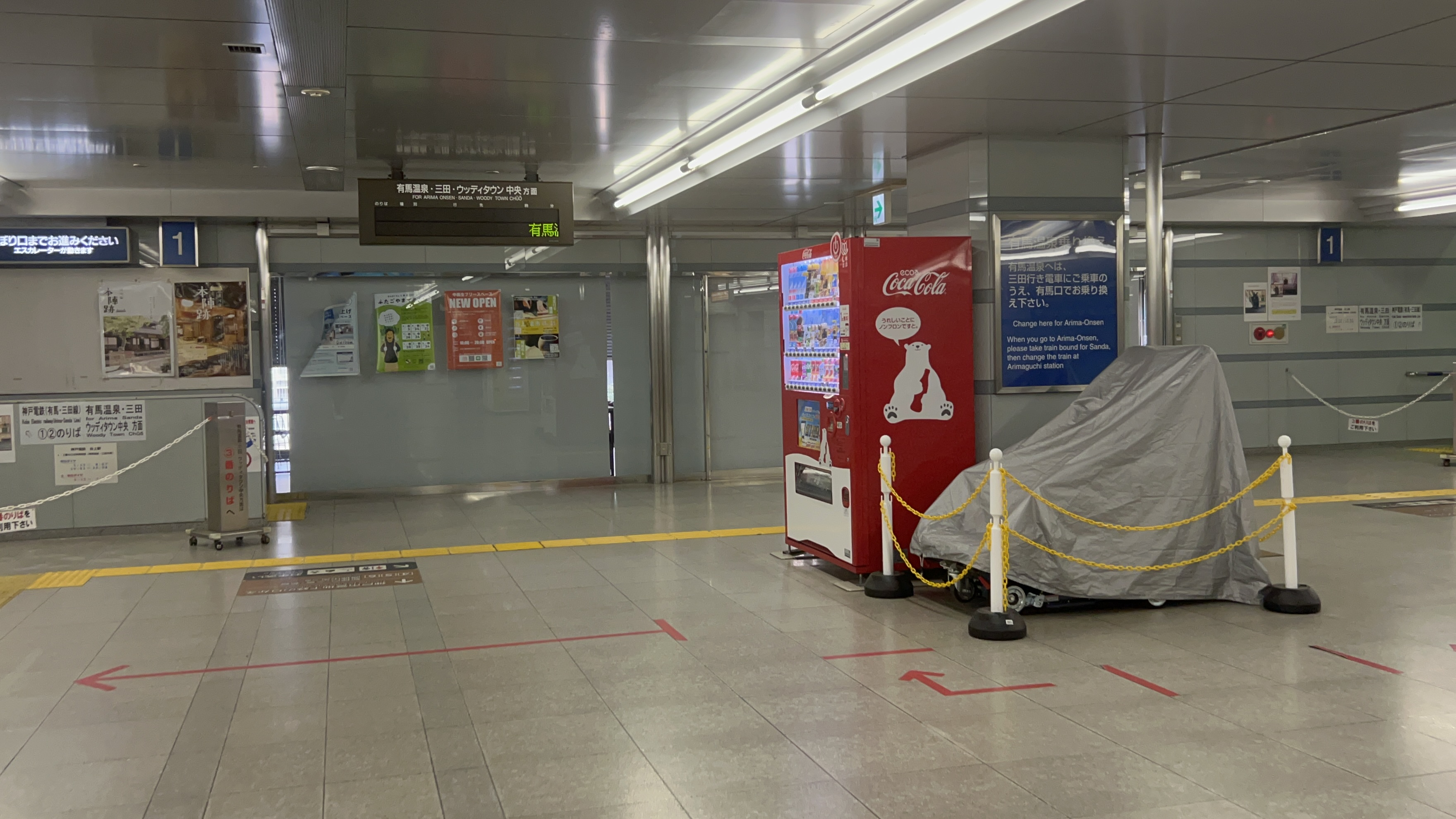
コンコース
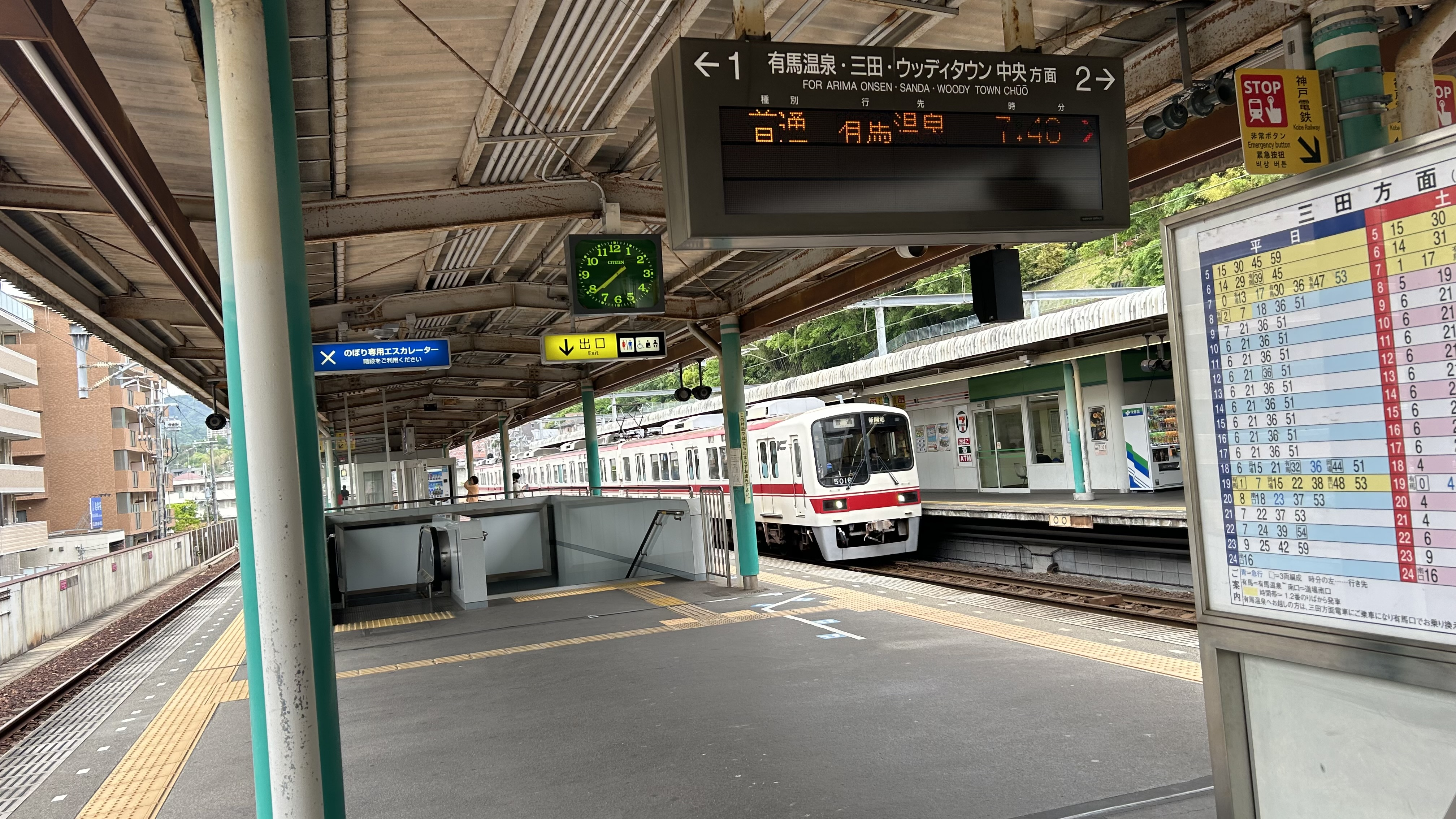
1・2番線ホーム
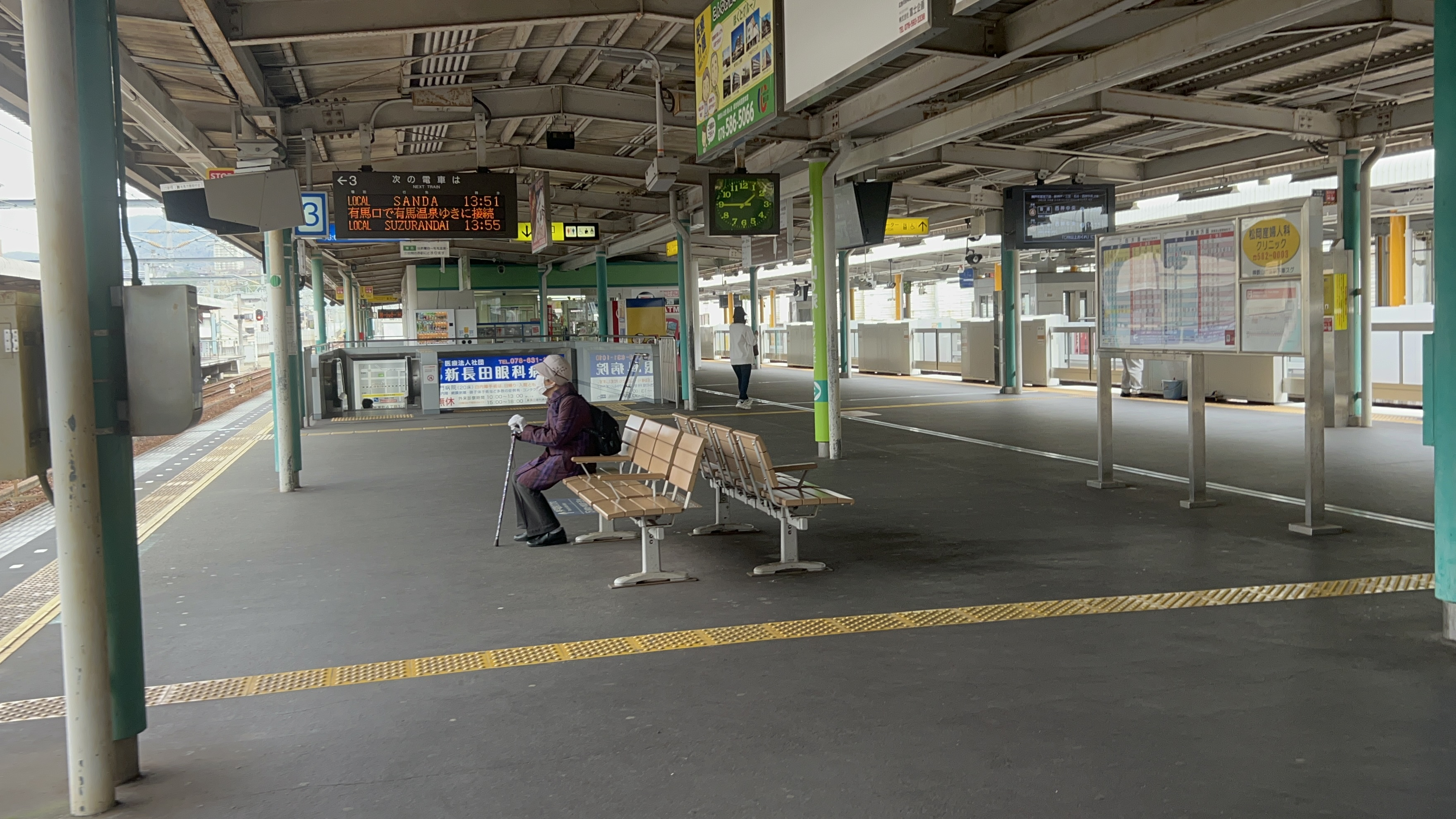
3・4番線ホーム
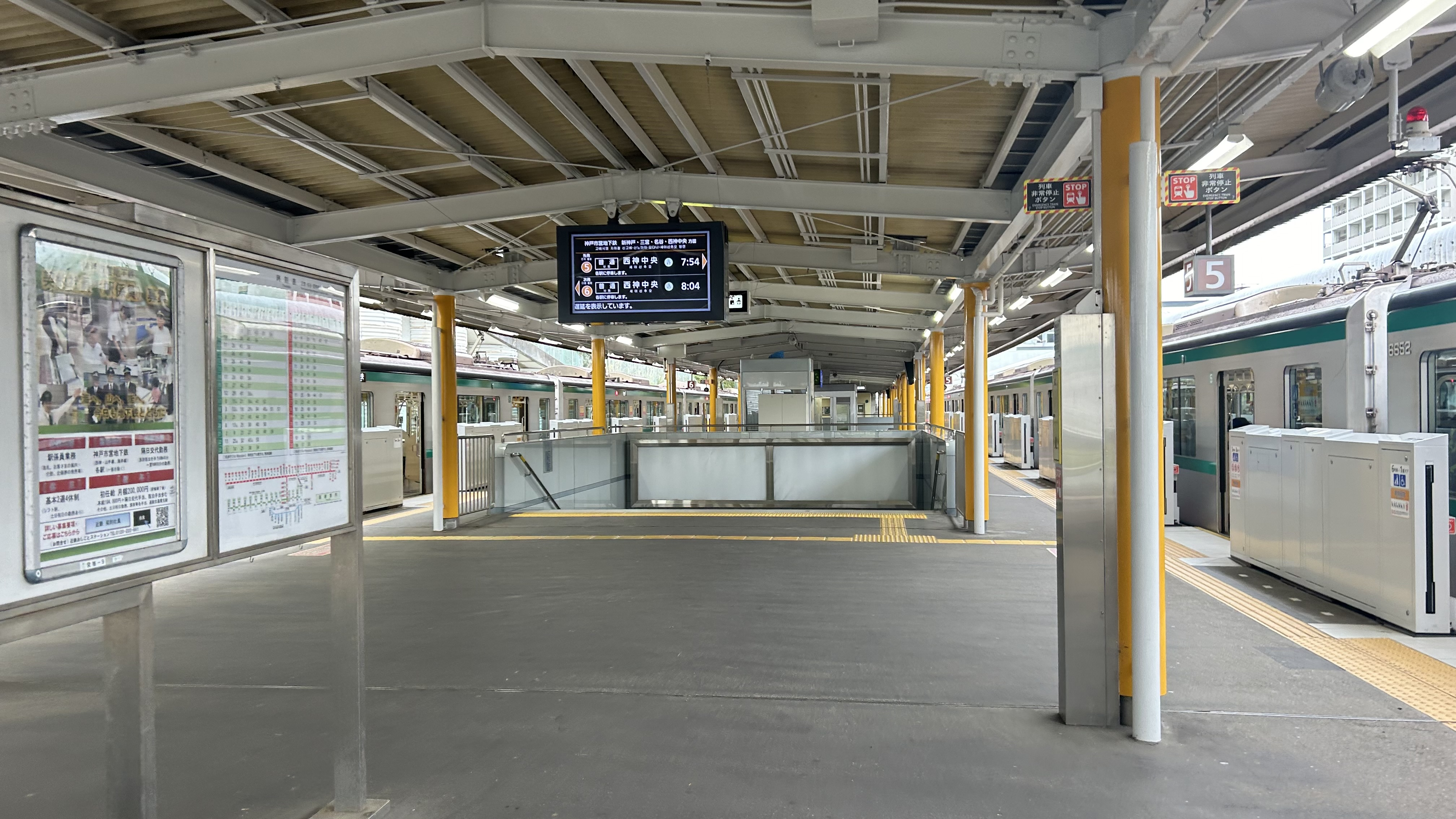
5・6番線ホーム
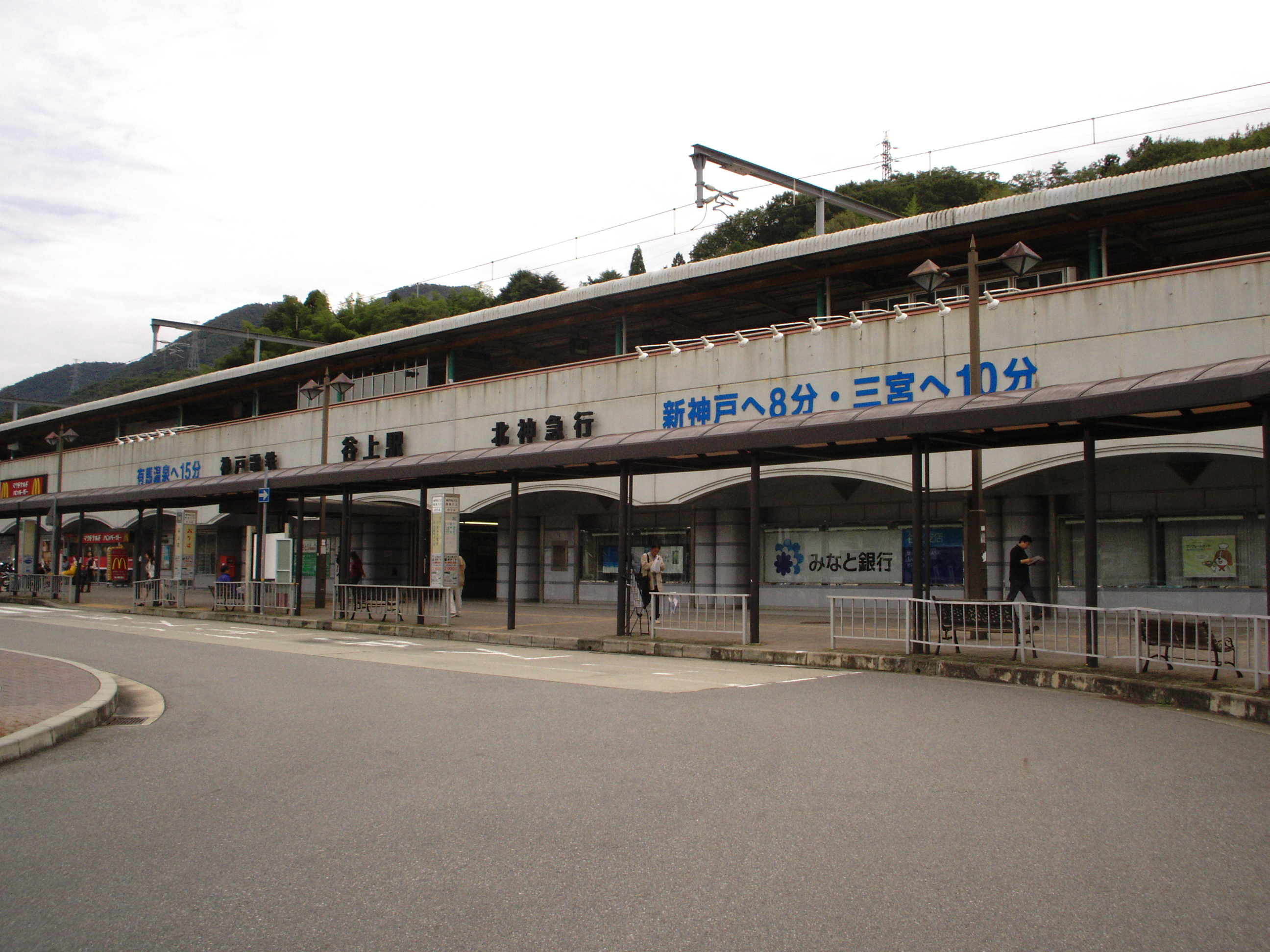
北神急行時代の駅舎

### のりば
| 番線  | 会社・局     | 路線     | 方向 | 行先                        | 備考                                                  |
| ----- | ------------ | -------- | ---- | --------------------------- | ----------------------------------------------------- |
| 2番線 | 神戸電鉄     | 有馬線   | 両方 | 有馬温泉・三田方面          | 平日朝ラッシュに下りに使用                            |
| 3番線 | 神戸電鉄     | 有馬線   | 両方 | 有馬温泉・三田方面          | 大半の列車がこの番線より発着                          |
| 4番線 | 神戸市交通局 | S 北神線 | -    | □新神戸・三宮・西神中央方面 | 線路共用。昼間時以外に5番のりばを解放し両扉扱いを実施 |
| 5番線 | 神戸市交通局 | S 北神線 | -    | □新神戸・三宮・西神中央方面 | 線路共用。昼間時以外に5番のりばを解放し両扉扱いを実施 |
| 6番線 | 神戸市交通局 | S 北神線 | -    | □新神戸・三宮・西神中央方面 | 朝/夕ラッシュ時のみ使用                               |

#### 使用する番線
神戸電鉄では、朝ラッシュ時の下り三田行(普通)4本と、下り有馬温泉行(普通)3本が、谷上駅の2番線より発車する。これ以外の営業列車(臨時列車を除く)は、全て3番線から発車している
神戸電鉄では、2025年3月のダイヤ改正まで、1番線も併せて使用していたが、今ダイヤ改正において、1番線の使用は消滅している

### 夜間停泊の運用
- 神戸電鉄では、2025年3月のダイヤ改正まで、夜間停泊が3両編成1本(2番線)と、4両編成1本(引き上げ線）において設定されていたものの、2025年3月15日のダイヤ改正において、運用が変更され、三田発/谷上行がそれぞれ鈴蘭台行、岡場行に変更され、谷上駅での夜間停泊は消滅した[21][22]

### 接近メロディ
有馬線ホームでは、他駅と同じくフェリックス・メンデルスゾーン作曲の交響曲第4番『イタリア』を使用している。
北神線ホームでは、北神急行時代の2019年1月29日からスイッチ制作の「森のさざめき」（福嶋尚哉作曲）を使用していたが、2024年3月17日に、西神・山手線と同一の汎用チャイムに変更された。

## ダイヤ
神鉄線は、上下とも毎時4本が発車する。特快速・急行は朝・夕方のみ運行する。また、北神線はすべて当駅始発で、毎時4本（15分間隔）が発車する。

## 利用状況
- 神戸電鉄谷上駅の1日あたりの乗車人員 1,351人（2022年度）（神戸市営地下鉄からの乗り換えを含まない）[23]
- 神戸市営地下鉄谷上駅の1日あたりの乗車人員 16,237人（2022年度）（神戸電鉄との相互利用を含む）[24][23]

近年の1日平均乗車人員は下表のとおりである。
| 年度               | 神戸電鉄 | 神戸市営地下鉄（2020年5月31日まで北神急行） |
| ------------------ | -------- | ------------------------------------------- |
| 2007年（平成19年） | 926      | 13,063                                      |
| 2008年（平成20年） | 923      | 13,058                                      |
| 2009年（平成21年） | 893      | 12,764                                      |
| 2010年（平成22年） | 882      | 12,759                                      |
| 2011年（平成23年） | 869      | 12,590                                      |
| 2012年（平成24年） | 860      | 12,573                                      |
| 2013年（平成25年） | 899      | 12,496                                      |
| 2014年（平成26年） | 907      | 12,474                                      |
| 2015年（平成27年） | 891      | 12,475                                      |
| 2016年（平成28年） | 874      | 12,367                                      |
| 2017年（平成29年） | 877      | 12,444                                      |
| 2018年（平成30年） | 879      | 12,266                                      |
| 2019年（令和元年） | 902      | 12,224                                      |
| 2020年（令和02年） | 1,008    | 11,611                                      |
| 2021年（令和03年） | 1,145    | 14,214                                      |
| 2022年（令和04年） | 1,351    | 16,237                                      |

## 駅周辺
- 神戸市交通局谷上車庫
- 神戸市立谷上小学校
- 兵庫県道15号神戸三田線（有馬街道）
- 谷上SHビル - 駅ビル。1995年5月1日より2004年7月19日まで、当ビルに本社機能が置かれていた。また、ビル開業時にはこの5階・6階に鉄道資料館「ハイテクランド」があり、5階「とらふぃっくぷらざ」にはジオラマなどが設置され、6階「てくのぷらざ」には北神7000系運転台を模したシミュレーター（運転区間は神戸市営地下鉄長田駅 - 北神急行電鉄谷上駅および神戸電鉄鈴蘭台駅 - 長田駅）などが設置されていた。1995年1月17日未明に発生した阪神・淡路大震災により当時新開地にあった本社が被災したため、被害の少なかった当ビルに本社機能を移すこととなり「ハイテクランド」は同年春に閉館した。

## バス路線
| 停留所名 | 運行事業者 | 路線名・系統・行先 |
| -------- | ---------- | --- |
| 谷上駅   | 神戸市バス | - 062系統：神戸北町 - 111系統：衡原 |
| 谷上駅   | 阪急バス   | - 012系統：筑紫が丘5丁目 - 030系統：鈴蘭台駅 - 158系統：神戸駅前 - 151系統：神戸駅前 - 061系統：神戸駅南口 (平日6時35分のみ) - 061系統：神鉄六甲駅 (平日13時01分のみ) |

## 隣の駅
神戸電鉄
■有馬線
■特快速（新開地行のみ運転）
山の街駅 (KB08) ← 谷上駅 (KB10) ← 岡場駅 (KB22)
■急行
山の街駅 (KB08) - 谷上駅 (KB10) - 花山駅 (KB11)
■準急・■普通
箕谷駅 (KB09) - 谷上駅 (KB10) - 花山駅 (KB11)
神戸市営地下鉄
■北神線 
谷上駅 (S01) - 新神戸駅 (S02)